# Upper Tadong
Upper Tadong – miasto w Indiach, w stanie Sikkim. Według danych szacunkowych na rok 2008 liczy 16 983 mieszkańców. Drugie co do wielkości miasto Sikkim.